# Parghelia
Parghelia község (comune) Olaszország Calabria régiójában, Vibo Valentia megyében.

## Fekvése
A megye északnyugati részén fekszik. Határai: Drapia, Tropea, Zaccanopoli és Zambrone.

## Története
A települést a 16. században alapították Calabriában megtelepedő albánok, akiket a törökök űztek el országukból. Középkori épületeinek nagy része az 1783-as calabriai földrengésben elpusztult. A 19. század elején vált önálló községgé, amikor a Nápolyi Királyságban felszámolták a feudalizmust.

## Népessége
A népesség számának alakulása:

## Főbb látnivalói
- Palazzo Meligrana
- Madonna di Portosalvo-templom
- Sant’Andrea Apostolo-templom